# Literaturjahr 1533
Liste der Literaturjahre

◄◄ | ◄ | 1529 | Literaturjahr 1533 | 1534

Weitere Ereignisse

Dieser Artikel behandelt das Literaturjahr 1533.

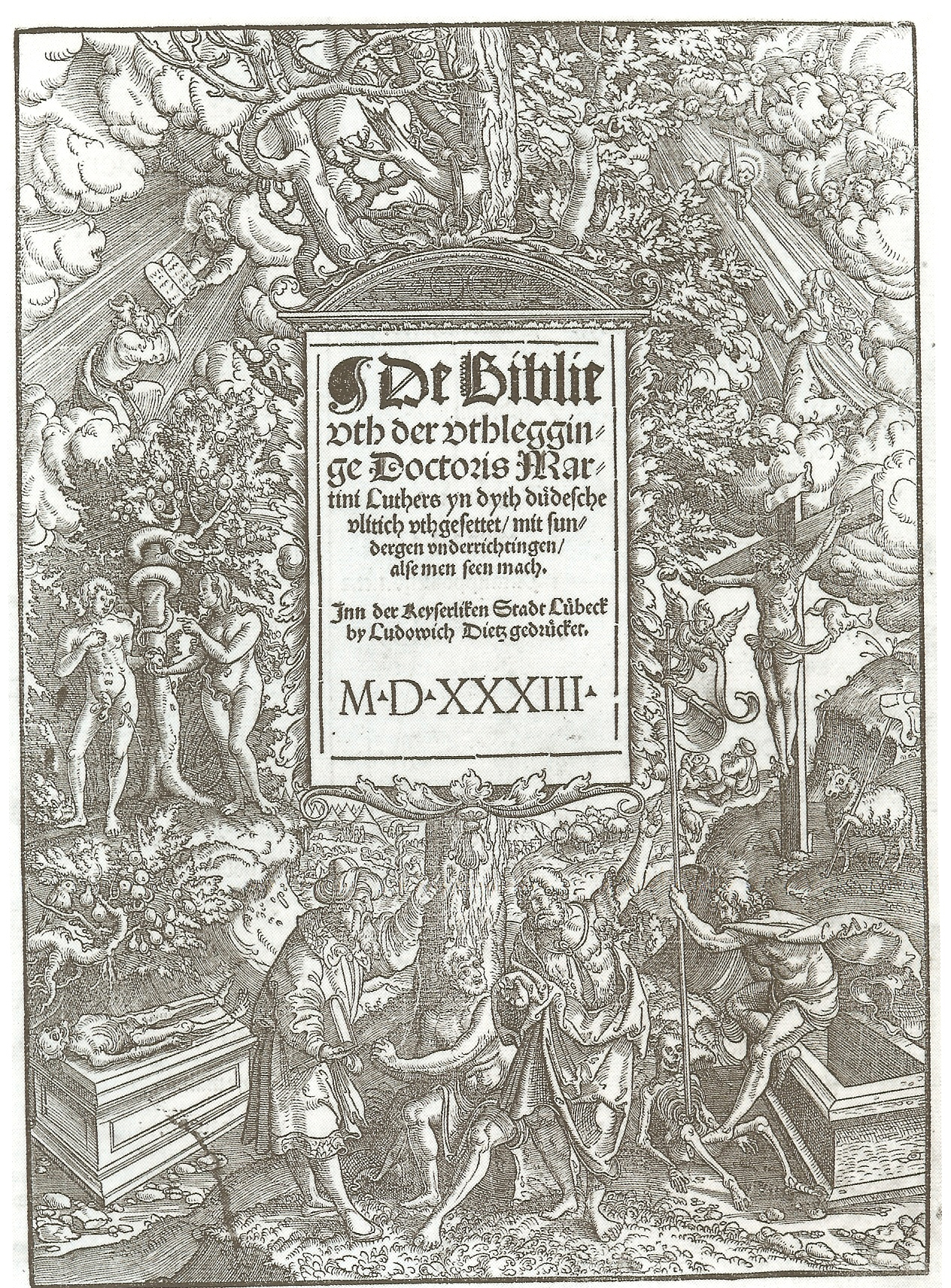
Titelblatt der Lübecker Bibel, 1533

## Ereignisse

### Drama
- Il Marescalco, eine Komödie von Pietro Aretino

### Religion
Der Liber de sarcienda ecclesiae concordia von Erasmus von Rotterdam wird in Basel gedruckt. Mit seinem Buch versucht Erasmus die katholische Kirche mit der reformatorischen Glaubensrichtung wieder zu vereinen.
Zu Lob und Dank Gottes, das erste protestantische Gesangbuch der Schweiz, wird im Auftrag des Stadtrates von St. Gallen bei Froschauer gedruckt. 
1533/34 erscheint die Lübecker Bibel, die erste mittelniederdeutsche Ausgabe der Lutherbibel. Wegen der Herausgeberschaft Johannes Bugenhagens wird sie auch Bugenhagenbibel genannt. Sie ist die erste Ausgabe einer Vollbibel nach Martin Luthers Übersetzung und erscheint noch vor der ersten kompletten hochdeutschen Ausgabe.

## Geboren
- 02. Januar: Johann Major, deutscher evangelischer Theologe, Humanist und neulateinischer Poet († 1600)
- 28. Februar: Michel de Montaigne, französischer Jurist, Politiker, Philosoph und Begründer der Essayistik († 1592)
- 18. Mai: Johannes Caselius, deutscher Humanist, Jurist und Philologe († 1613)
- 07. August: Alonso de Ercilla y Zúñiga, spanischer Soldat und Schriftsteller († 1594)

- 07. August: Valentin Weigel, deutscher mystisch-theosophischer Schriftsteller († 1588)
- 05. September: Jacopo Zabarella, italienischer Philosoph und Aristoteles-Kommentator († 1589)

## Gestorben
- 06. Juli: Ludovico Ariosto, italienischer Humanist, Militär, Höfling und Dichter (* 1474)
- 16. Oktober Gianfrancesco Pico della Mirandola, italienischer Philosoph (* 1469)

- Hans Grüninger, deutscher Buchdrucker und Verleger (* um 1455)